# حي نورك
نورك (الأرمينية: Նորք) ويطلق عليه أحيانًا اسم Hin Nork (أي نورك القديم) هو حي في العاصمة الأرمينية يريفان. يقع في منطقة نورك ماراش.